# ヘヴンリー・レコーズ
ヘヴンリー・レコーズはジェフ・バレットが1990年にロンドンを拠点に創設したインディーズのレコード・レーベル。セイント・エティエンヌ、ベス・オートン、ダヴズのデビューアルバムやマニック・ストリート・プリーチャーズの初期シングルをリリースした。現在はStealing SheepやMattiel、The Oriellesなどが所属する。
ヘヴンリーは2015年にミュージック・ウィーク・アウォードのインディペンデント・レーベル・オブ・ザ・イヤーを受賞している。セイント・エティエンヌのデビューアルバム『フォックスベース・アルファ』がマーキュリー賞の候補に上ったほか、ダヴズのアルバムは3作が1位に輝いている。ファクトリー、クリエイション、ラフ・トレード、ミュート、ニンジャ・チューン、ドミノと並んで英国の主要なインディーズ・レーベルと目されている。

## 歴史

### 1980年代：設立まで
ジェフ・バレットは1980年代初期にはプリマスでレコード店の店主とライヴのプロモーターとして働いていた。ジーザス&メリーチェイン、プライマル・スクリーム、ザ・ロフト、ザ・パステルズといったクリエイション・レコーズと契約したバンドのギグを仕切ったのが縁で、クリエイションの創設者アラン・マッギーに誘われて1985年の夏に同レーベルの最初の正規社員になった。1988年に退社してケイパーズヴィルという媒体社を設立し、クリエイションやファクトリーに所属するアーティストの広報業務を行なった。同時に、ロンドンでギグやクラブへの出演を仕切り、２つのレコードレーベルを設立してループやイースト・ヴィレッジといったバンドを手がけたが、短命に終わった。その後、レコード店主時代の雇用主であるマイク・チャドウィックと組んで1990年にヘヴンリーを設立した。

### 1990年代から2000年代
ヘヴンリー最初の作品となったのは、アンドリュー・ウェザオールがプロデュースしたスライ&ラヴチャイルドというハウスユニットの12インチシングル。続いてリリースしたセイント・エティエンヌの「オンリー・ラヴ・キャン・ブレイク・ユア・ハート」とフラワード・アップの「イッツ・オン」はいずれも英国のハウスシーンを席巻した。
次いでマニック・ストリート・プリーチャーズと契約して1991年に2枚のシングルをリリース。このバンドはコロンビアと契約してデビューアルバムを出した。
フラワード・アップはロンドン・レコードからアルバムを出したが、1992年にヘヴンリーに戻り大作「ウィークエンダー」をリリースした。セイント・エティエンヌはデビューアルバム『フォックスベース・アルファ』が1992年マーキュリー賞の最終候補に残った。
その後ロッキンバーズ、フラワード・アップ、べス・オートン、ザ・ハイブリッズ、モンキー・マフィア、ドット・アリソン、キューティー、エスピリトゥといったアーティストの作品をリリースした。元同僚で友人のマーティン・ケリーがレーベルの共同経営者となり、セイント・エティエンヌのマネージャーを兼任した。べス・オートンは最初のアルバム『トレイラー・パーク』がブリット・アウォードの2部門と1997年マーキュリー賞にノミネートされ、2枚目の『セントラル・リザベーション』が2000年のブリット・アウォードを受賞した。
2000年に契約したダヴズは4枚連続してプラチナアルバムを出すという成功を収め、2002年『ラスト・ブロードキャスト』と2005年『サム・シティーズ』はヘヴンリーに初めてUKチャート1位をもたらした。
2004年に契約したザ・マジック・ナンバーズは同名のアルバムがヘブンリー史上最も売れた作品となった。アルバムは2005年マーキュリー賞にノミネートされ、2006年ブリット・アウォードにおいてバンドは新人賞にノミネートされた。

## 関連会社

### ザ・ソーシャル
1999年にロンドン中心部のオックスフォード広場近くにケミカル・ブラザーズとの共同経営でオープンしたライヴ会場。

### コート・バイ・ザ・リバー
2007年にバレットがロビン・ターナー、アンドリュー・ウォルシュとともに設立した文芸・音楽・演劇の制作会社。自然と人間の関係を主要なテーマとして新進の作家の執筆を支援するほか、リヴァートーンズというレーベルを通じて音楽を発表し、演劇の舞台も主催する。

### ヘヴンリー・フィルムズ
2009年にヘヴンリー・レコーズを退社したマーティン・ケリーが兄弟のポール・ケリーとともに設立した映画会社。